# Batalha de Tal Afar (2005)
Batalha de Tal Afar, também conhecida como Operação Restaurando Direitos (em inglês:  Operation Restoring Rights), foi uma ofensiva militar conduzida pelo Exército dos Estados Unidos e apoiada pelas forças iraquianas, para eliminar a al-Qaeda no Iraque (AQI) e outros insurgentes na cidade iraquiana de Tal Afar em resposta ao aumento dos ataques insurgentes contra posições estadunidenses e iraquianas na área e para acabar com as táticas brutais dos terroristas contra a população. As Forças da Coalizão consistiam no 3.º Regimento de Cavalaria Blindada, elementos da 82.ª Divisão Aerotransportada, e duas brigadas da 3.ª Divisão Iraquiana, todas sob o comando do Coronel H.R. McMaster. A AQI usava a cidade como uma base de operações para deslocar os combatentes estrangeiros para o Iraque desde o início de 2005. A cidade foi temporariamente liberada para as eleições em 2005, mas não foi assegurada a uma perspectiva de longo prazo.
A ofensiva foi lançada em 1 de setembro de 2005 em uma operação conjunta do exército dos Estados Unidos e do Novo Exército Iraquiano para destruir os refúgios dos suspeitos e a base de operações em Tal Afar. O conflito inicial foi pesado, porém a maior parte da cidade seria garantida em 3 de setembro. Apesar disso, os combates esporádicos e ataques continuariam durante a maior parte de setembro até que a operação fosse declarada encerrada em 18 de setembro.